# Pontoon Beach
Pontoon Beach é uma vila localizada no estado americano de Illinois, no Condado de Madison.

## Demografia
Segundo o censo americano de 2000, a sua população era de 5620 habitantes.
Em 2006, foi estimada uma população de 6051, um aumento de 431 (7.7%).

## Geografia
De acordo com o United States Census Bureau tem uma área de
21,9 km², dos quais 21,2 km² cobertos por terra e 0,7 km² cobertos por água.

## Localidades na vizinhança
O diagrama seguinte representa as localidades num raio de 12 km ao redor de Pontoon Beach.